# Lesgor
Lesgor (okzitanisch: Lesgòr) ist eine französische Gemeinde mit 425 Einwohnern (Stand: 1. Januar 2022) im Département Landes der Region Aquitanien. Sie gehört zum Arrondissement Dax und zum Kanton Pays Morcenais Tarusate. Die Einwohner werden Lesgorais genannt.

## Geografie
Die Gemeinde Lesgor liegt am Südrand der Landes de Gascogne, dem größten Wald Westeuropas am Fluss Luzou, etwa 20 Kilometer nordöstlich von Dax und etwa 32 Kilometer westsüdwestlich von Mont-de-Marsan. Umgeben wird Lesgor von den Nachbargemeinden Rion-des-Landes im Norden, Carcen-Ponson im Nordosten und Osten, Bégaar im Osten und Süden, Laluque im Westen sowie Boos im Nordwesten.

## Bevölkerungsentwicklung
| Jahr                       | 1962 | 1968 | 1975 | 1982 | 1990 | 1999 | 2006 | 2014 | 2021 |
| -------------------------- | ---- | ---- | ---- | ---- | ---- | ---- | ---- | ---- | ---- |
| Einwohner                  | 335  | 326  | 287  | 247  | 268  | 261  | 417  | 440  | 428  |
| Quellen: Cassini und INSEE |      |      |      |      |      |      |      |      |      |

## Sehenswürdigkeiten
- Kirche Saint-Pierre aus dem 12. Jahrhundert,

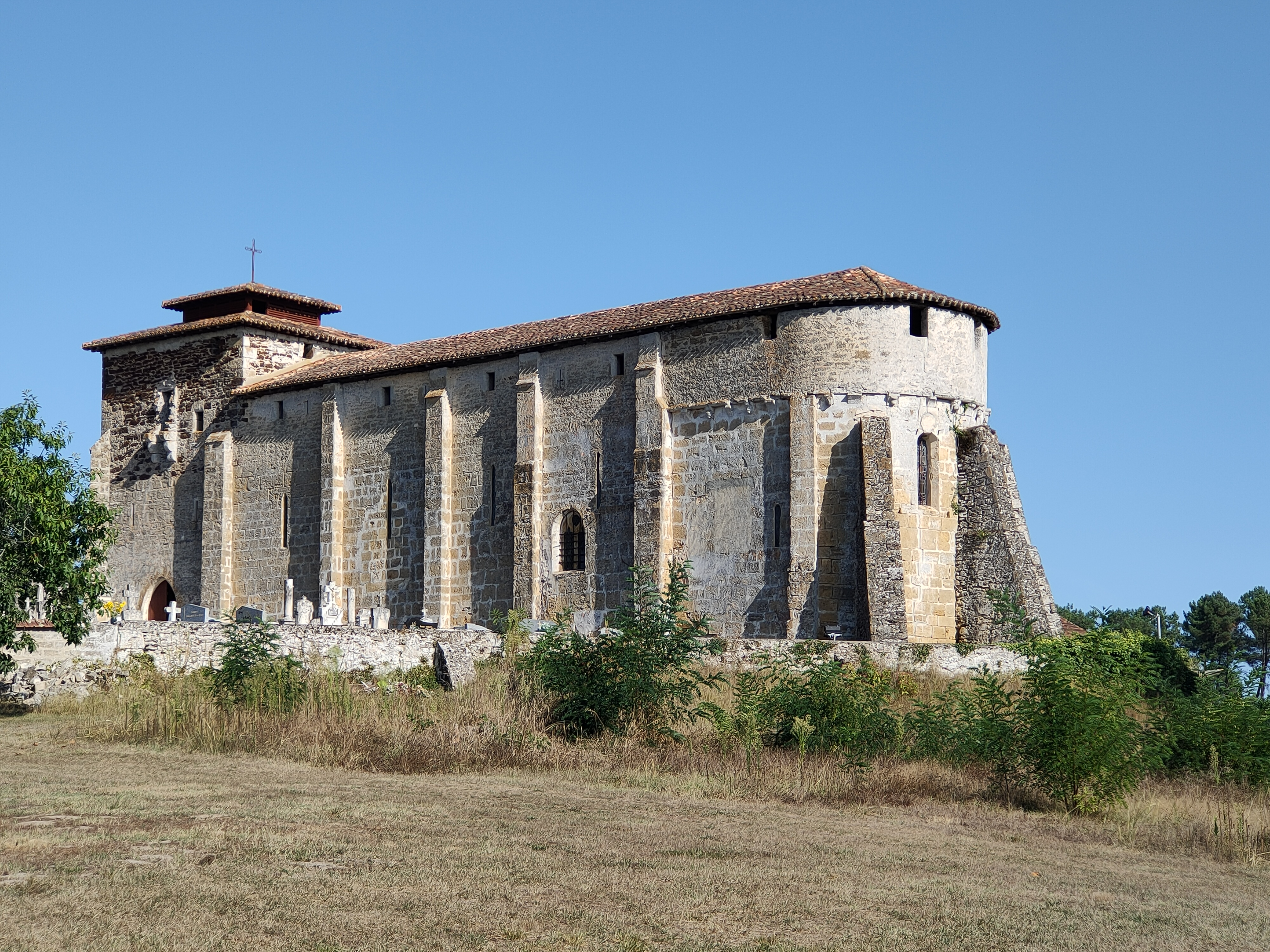
Kirche Saint-Pierre